# Працездатність (техніка)
Працезда́нтість або працезда́тний стан — стан виробу (машини, деталі), при якому він спроможний виконувати певні функції при збереженні значень параметрів в межах, заданих нормативно-технічною документацією та/або конструкторською документацією. Властивість елементу або системи безперервно зберігати працездатність при певних умовах експлуатації (до настання першої відмови у роботі) називається безвідмовністю.
Працездатний стан — стан об'єкта, який характеризується його здатністю виконувати усі потрібні функції
Основні критерії забезпечення працездатного стану:
- міцність;
- механічна жорсткість;
- стійкість;
- стійкість проти зношування (спрацювання);
- корозійна стійкість;
- теплостійкість;
- вібростійкість.

Критерії працездатності можуть характеризуватися різними технічними параметрами залежно від умов впливу фактору збурення. Наприклад, статична міцність може визначатись залежно від виду деформацій: розтяг, стиск, згин, кручення, зріз, зминання тощо або сукупністю перелічених деформацій. 
Для більшості машин головним критерієм забезпечення працездатності є міцність. Вибір основного критерію залежить від функціонального призначення деталей та умов їх роботи. Наприклад, для кріпильних виробів (болт, шпилька, заклепка) основним критерієм є міцність. А для ходових гвинтів — зносостійкість.
Для підвищення працездатності часто застосовують термообробку, функціональні покриття або мастила.